# Steven Mnuchin
Steven Terner Mnuchin (Nueva York, 21 de diciembre de 1962) es un banquero, productor de cine y exadministrador de fondos estadounidense, que fue secretario del Tesoro de los Estados Unidos desde el 13 de febrero de 2017 hasta el 20 de enero de 2021, bajo la administración del 45.º presidente Donald Trump. 

## Carrera empresarial
Nació en el seno de una familia judía. Ha estudiado en la Universidad de Yale. Su padre también es millonario.
Steven Mnuchin pasó 17 años en el banco de inversión Goldman Sachs. Amasó una fortuna de unos 60 millones de dólares trabajando para el banco.
Tras dejar Goldman Sachs en 2002, fue brevemente vicepresidente del fondo de cobertura ESL Investments. De 2003 a 2004, fue director gerente de SFM Capital Management, un fondo financiado por el multimillonario George Soros. En 2004, junto con otros dos antiguos ejecutivos de Goldman Sachs, fundó el fondo de cobertura Dune Capital Management, del que se convirtió en director general. La empresa ha invertido en al menos dos proyectos del multimillonario Donald Trump: el Trump International Hotel and Tower en Honolulu y su homónimo en Chicago.
Mnuchin ha sido criticado por utilizar empresas en paraísos fiscales para pagar muy pocos impuestos. Sin embargo, esta práctica es habitual en el sector. Su nombre aparece en los Paradise Papers de 2021.

## Carrera política
El 30 de noviembre de 2016, Trump anunció su nominación como Secretario del Tesoro para su administración.
En su puesto de Secretario del Tesoro, está prometiendo una rebaja fiscal para la clase media y una reducción del impuesto sobre sociedades. Se ha declarado a favor del libre comercio y de la derogación de la Ley Dodd-Frank, que pretendía regular las actividades de los bancos.
Acude a la Iniciativa de Inversión Futura de Arabia Saudí en 2019 a pesar de la polémica que rodea al asesinato del periodista saudí Jamal Khashoggi. Su empresa de capital privado Liberty Strategic Capital, que fundó tras dejar el gobierno estadounidense, recibe 2.500 millones de dólares de Arabia Saudí en 2021.

## Vida personal
Se casó por tercera vez el 24 de junio de 2017 con Louise Linton, 18 años menor que él. Tenía tres hijos de un matrimonio anterior.
Vive en Los Ángeles en una casa de 2000 m² comprada por 26,5 millones de dólares.